# Jean-Pierre Raffarin
Jean-Pierre Raffarin (wym. [ʒɑ̃ˈpjɛ:ʀ ʀafaˈʀɛ̃]ⓘ; ur. 3 sierpnia 1948 w Poitiers) – francuski prawnik i polityk, premier trzech gabinetów w okresie 2002–2005, były eurodeputowany, senator.

## Życiorys
Pochodzi z rodziny o tradycjach politycznych, jego ojciec był m.in. wiceministrem rolnictwa. Jean-Pierre Raffarin studiował prawo na Université Panthéon-Assas i ekonomię w ESCP w Paryżu. Pracę zawodową rozpoczął w branży marketingowej.
W działalność publiczną zaangażował się jako zwolennik nurtu politycznego, który wyznaczał Valéry Giscard d’Estaing. Był jednym z liderów wspierającej go organizacji młodzieżowej. Przystąpił później do centrowej Partii Republikańskiej, która współtworzyła federacyjną Unię na rzecz Demokracji Francuskiej. W 1977 po raz pierwszy został radnym miejskim Poitiers, funkcję tę pełnił do 1995. W 1986 uzyskał mandat radnego regionu Poitou-Charentes, od 1988 do 2002 kierował jego radą regionalną, później przez dwa lata był jej wiceprzewodniczącym. W samorządzie zajmował też stanowisko zastępcy mera Chasseneuil-du-Poitou (1995–2001).
W latach 1989–1995 zasiadał w Parlamencie Europejskim III i IV kadencji. Wchodził w skład frakcji Europejskiej Partii Ludowej, był m.in. wiceprzewodniczącym Komisji Budżetowej.
W 1995 po raz pierwszy wybrano go w skład Senatu. W trakcie wyborów prezydenckich w tym samym roku poparł kandydaturę Jacques’a Chiraca. Wziął w tym samym czasie udział w powołaniu Partii Ludowej na rzecz Demokracji Francuskiej, ugrupowania działającego w ramach UDF i skupiającego zwolenników nowego prezydenta. Po zwycięstwie Jacques’a Chiraca objął stanowisko ministra ds. średniej i małej przedsiębiorczości, handlu i przemysłu morskiego w rządzie Alaina Juppé. Funkcję tę pełnił do 1997, w tym samym roku powrócił do sprawowania mandatu senatora.
W 1998 opuścił PPDF, przystąpił wówczas do Demokracji Liberalnej, która odeszła z UDF i podjęła bliższą współpracę z gaullistowskim Zgromadzeniem na rzecz Republiki.
Po reelekcji Jacques’a Chiraca w wyborach w 2002 i dymisji socjalistycznego premiera, Lionela Jospina, 6 maja 2002 Jean-Pierre Raffarin stanął na czele pierwszego swojego rządu. Współtworzył Unię na rzecz Większości Prezydenckiej (przekształconej wkrótce w Unię na rzecz Ruchu Ludowego). 17 czerwca 2002, po jej wygranej w wyborach parlamentarnych, został po raz drugi premierem.
W 2003 zaproponował reformę systemu rentowo-emerytalnego, co spowodowało falę strajków społecznych na ulicach wielkich miast. W tym samym roku był także krytykowany za uznawaną za opóźnioną reakcję władz na falę niespotykanych upałów. W 2004 UMP znacząco przegrała wybory regionalne, wkrótce też wchodząca w skład tzw. większości prezydenckiej Unia na rzecz Demokracji Francuskiej zapowiedziała wyjście z koalicji. 30 marca 2004 Jean-Pierre Raffarin sformował swój trzeci rząd, w którym odwołano ministrów obwinianych za poprzednie błędy. Podał się do dymisji po odrzuceniu w referendum projektu traktatu ustanawiającego Konstytucję dla Europy, przeprowadzonym w dniu 29 maja 2005. Po przyjęciu tej rezygnacji na stanowisku premiera zastąpił go Dominique de Villepin.
W tym samym roku Jean-Pierre Raffarin kolejny raz został wybrany w skład Senatu, uzyskując reelekcję w 2014. W 2007 objął funkcję pierwszego wiceprzewodniczącego Unii na rzecz Ruchu Ludowego. W 2008 ubiegał się o nominację swojej partii na stanowisko przewodniczącego Senatu, jednak przegrał z Gérardem Larcherem.

## Odznaczenia
- Legia Honorowa I klasy (2022)[3]
- Legia Honorowa II klasy (2008)[3]
- Order Narodowy Zasługi I klasy (z urzędu, 2002)[4]

## Skład rządów Jean-Pierre’a Raffarina

### Pierwszy gabinet (od maja 2002 do czerwca 2002)
- Jean-Pierre Raffarin – premier[5]
- Dominique de Villepin – minister spraw zagranicznych, kooperacji i Frankofonii
- Michèle Alliot-Marie – minister obrony i weteranów
- Nicolas Sarkozy – minister spraw wewnętrznych, bezpieczeństwa wewnętrznego i swobód lokalnych
- Francis Mer – minister gospodarki, finansów i przemysłu
- François Fillon – minister pracy, stosunków społecznych i solidarności
- Dominique Perben – minister sprawiedliwości
- Luc Ferry – minister edukacji narodowej, młodzieży, szkolnictwa wyższego i nauki
- Jean-Jacques Aillagon – minister kultury i łączności
- Hervé Gaymard – minister rolnictwa, gospodarki żywnościowej i obszarów wiejskich
- Roselyne Bachelot – minister ekologii i zrównoważonego rozwoju
- Jean-François Lamour – minister sportu
- Brigitte Girardin – minister terytoriów zamorskich
- Gilles de Robien – minister transportu, mieszkalnictwa, turystyki, gospodarki morskiej i zaopatrzenia
- Jean-François Mattei – minister zdrowia, rodziny i osób niepełnosprawnych
- Jean-Paul Delevoye – minister służb publicznych, reform i planowania regionalnego
- ministrowie delegowani (ministres délégués) – Alain Lambert, Patrick Devedjian, Renaud Donnedieu de Vabres, Xavier Darcos, François Loos, Jean-Louis Borloo

### Drugi gabinet (od czerwca 2002 do marca 2004)
Skład ministrów pozostawał tożsamy z pierwszym gabinetem. Zmiany dotyczyły wyłącznie niższych stanowisk, odwołany został minister delegowany Renaud Donnedieu de Vabres. Nowymi ministrami delegowanymi zostali Nicole Fontaine, Noëlle Lenoir, Pierre-André Wiltzer, Claudie Haigneré, Christian Jacob i Nicole Ameline.

### Trzeci gabinet (od marca 2004 do maja 2005)
- Jean-Pierre Raffarin – premier[5]
- Michel Barnier – minister spraw zagranicznych
- Michèle Alliot-Marie – minister obrony
- Dominique de Villepin – minister spraw wewnętrznych, bezpieczeństwa wewnętrznego i swobód lokalnych
- Nicolas Sarkozy – minister gospodarki, finansów i przemysłu, 29 listopada 2004 stanowisko to objął Hervé Gaymard, a 25 lutego 2005 Thierry Breton
- Jean-Louis Borloo – minister pracy, zatrudnienia i społecznej jedności
- Dominique Perben – minister sprawiedliwości
- François Fillon – minister edukacji narodowej, młodzieży, szkolnictwa wyższego i nauki
- Renaud Donnedieu de Vabres – minister kultury i łączności
- Hervé Gaymard – minister rolnictwa, gospodarki żywnościowej i obszarów wiejskich, 29 listopada 2004 stanowisko to objął Dominique Bussereau
- Serge Lepeltier – minister ekologii i zrównoważonego rozwoju
- Jean-François Lamour – minister młodzieży, sportu i wspólnot
- Brigitte Girardin – minister terytoriów zamorskich
- Gilles de Robien – minister transportu, mieszkalnictwa, turystyki, gospodarki morskiej i zaopatrzenia
- Philippe Douste-Blazy – minister zdrowia i ochrony socjalnej
- Marie-Josée Roig – minister ds. rodziny i dzieci, stanowisko zlikwidowane 29 listopada 2004
- Renaud Dutreil – minister ds. służb publicznych i reform
- Nicole Ameline – minister ds. parytetów i równouprawnienia
- ministrowie delegowani (ministres délégués) – Henri Cuq, Patrick Devedjian, Christian Jacob, François Loos, François d'Aubert, Jean-François Copé, Gérard Larcher, Nelly Olin, Hamlaoui Mékachéra, Claudie Haigneré, Xavier Darcos, Hubert Falco, Léon Bertrand, Marie-Josée Roig (od 29 listopada 2004)